# Lisa Klink
Lisa Klink (* 24. September 1970) ist eine US-amerikanische Autorin und Story Editor für TV-Serien wie Star Trek: Raumschiff Voyager, Deep Space Nine oder Roswell.

## Leben
Klink studierte von 1988 bis 1992 an der Duke University in North Carolina und schloss mit einem Bachelor im Fach Englisch ab. Danach ging sie nach Los Angeles. Zunächst hatte sie das Ziel, Regisseurin zu werden. Die praktische Arbeit an einem Filmset zeigte ihr aber den Wunsch auf, Drehbücher zu schreiben. Durch die Teilnahme an einer Schreibwerkstatt während einer Star-Trek-Convention erhielt sie die Möglichkeit, ein Skript für Deep Space Nine zu verfassen. Daraufhin wurde sie als Autorin für mehrere Voyager-Folgen engagiert und arbeitete als Executive Story Editor. Dies macht sie neben D. C. Fontana, Melinda M. Snodgrass, Phyliss Strong und Jeri Taylor zu einer der wenigen weiblichen Autorinnen des Science-Fiction-Franchise. Nach Star Trek wirkte sie an weiteren erfolgreichen TV-Produktionen mit, bevor sie 2008 als freischaffende Autorin mit Comic-Produktionen, Short Storys und Romanen ins Printmedium wechselte.
Seit 2005 engagiert Klink sich ehrenamtlich bei der Tierschutzorganisation Much Love Animal Rescue. Von 2008 bis 2010 übernahm sie ein Ehrenamt bei American Red Cross of Greater Los Angeles.

## Werke

### TV-Produktionen
Quelle fernsehserien.de:
- Raumschiff Voyager
  - Resistance
  - Innocence
  - Remember
  - Sacred Ground
  - Warlord
  - Blood Fever
  - Favorite Son
  - Displaced
  - Revulsion
  - Scientific Method
  - Message in a Bottle
  - Retrospect (mit Bryan Fuller)
  - The Omega Directive
- Deep Space Nine
  - Hippocratic Oath (Staffel 4)
- Hercules
- Roswell
- Martial Law - Der Karate-Cop
- Missing
- Pandora

### Printmedien
- Batman: Shadow of the Bat #86 (1999)[12]
- Evil to burn (Dead Man Book 17)[13]
- All In (mit Joel Goldman)[14]
- All Gone (mit Joel Goldman)[15]